# 3774 Megumi
3774 Megumi è un asteroide della fascia principale. Scoperto nel 1987, presenta un'orbita caratterizzata da un semiasse maggiore pari a 3,0068748 UA e da un'eccentricità di 0,0513438, inclinata di 9,20648° rispetto all'eclittica.
Dal 2 aprile al 31 maggio 1988, quando 3801 Thrasymedes ricevette la denominazione ufficiale, è stato l'asteroide denominato con il più alto numero ordinale. Prima della sua denominazione, il primato era di 3700 Geowilliams.
L'asteroide è dedicato alla moglie dello scopritore.